# Parapelecopsis conimbricensis
Parapelecopsis conimbricensis es una especie de araña araneomorfa del género Parapelecopsis, familia Linyphiidae. Fue descrita científicamente por Bosmans & Crespo en 2010.
Se distribuye por Portugal. El cuerpo del macho mide aproximadamente 1,7-1,8 milímetros de longitud y el de la hembra 1,8 milímetros.